# Papstwahldekret

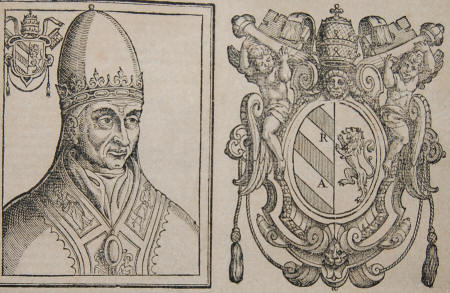
Papst Nikolaus II. mit seinem Papstwappen (rekonstruiert)

Die als Papstwahldekret (oder nach den Anfangsworten als In nomine Domini) bekannte Regelung der Papstwahl vom 13. April 1059 wurde auf der Ostersynode im Lateran beschlossen. Papst Nikolaus II. regelte darin die Wahl der künftigen Päpste. Erstmals wurde darin der Kreis der Papstwähler auf die Kardinäle beschränkt; diese Regelung ist bis heute in Kraft. Von diesen sollten zuerst die Kardinalbischöfe sich über die Wahl beraten, die Kardinalpriester und -diakone sollten nachträglich zustimmen. König Heinrich und seinen Nachfolgern spricht das Papstwahldekret ein allgemein formuliertes Bestätigungsrecht („Königsparagraph“) zu. Mit der Verabschiedung dieses Dokuments sollte der Wahl von Gegenpäpsten entgegengesteuert und ein rechtsverbindlicher Modus zukünftiger Papstwahlen geschaffen werden.

## Hintergrund
Nach dem Tod von Stephan IX. im März 1058 wurde zunächst Johannes von Velletri von einem Teil der Kardinäle in einer turbulenten Wahl in Rom zu seinem Nachfolger gewählt und als Benedikt X. inthronisiert. Für diese Wahl wurde keine Zustimmung des deutschen Königs eingeholt. Die Gegner Benedikts wählten am 6. Dezember 1058 in Siena Gerhard von Burgund als Nikolaus II. zum Papst. Mit der Hilfe von Herzog Gottfried III. von Niederlothringen konnte Benedikt aus Rom vertrieben und Nikolaus inthronisiert werden. Die Synode, die unter Nikolaus II. Ostern 1059 im Lateran stattfand, verabschiedete neben zahlreichen Beschlüssen gegen Simonie auch das Papstwahldekret. Mehrere der darin enthaltenen Bestimmungen waren auf die ungewöhnlichen Umstände der Wahl Nikolaus‘ zugeschnitten, insbesondere die starke Rolle der Kardinalbischöfe, die Ausdehnung des passiven Wahlrechts auf Nicht-Römer, die Möglichkeit der Wahl außerhalb von Rom und die Bestimmungen zu den Herrschaftsrechten des Elekten; diese Passagen dienten der Legitimation Nikolaus’ II.

## Der formale und sachliche Aufbau des Dekrets
Das Dekret ist der äußeren Form nach ein Synodalkanon. Es ist weitgehend nach dem Vorbild einer kanzleigemäßen Papsturkunde aufgebaut. Seine Bestandteile sind das Eingangsprotokoll, der Kontext und das Eschatokoll. Das Eingangsprotokoll gibt unter Datums- und Ortsangabe über die auf der Synode Anwesenden und den Vorsitz des Papstes Nikolaus Auskunft. Im Eschatokoll befinden sich in dieser Reihenfolge die Unterschriften des Papstes, dreier Kardinalbischöfe und (summarisch) die „81 Bischöfen sowie Priestern und Diakonen“. Der Kontext wird durch die Worte des Eingangsprotokolls „pontifex (sc. Nikolaus) ... inquit“ eingeleitet und gibt in direkter Rede wieder, was Nikolaus den Anwesenden vorgetragen habe. Der Kontext ist in drei Teile gegliedert: die Vorgeschichte (narratio), die eigentlichen Bestimmungen (dispositio) und die Strafandrohung bei Übertretung dieser Bestimmungen (Poenformel, comminatio).
Die narratio enthält die rechtliche Begründung des Dekrets: mit ihm soll Vorsorge getroffen werden, dass nicht erneut ähnliche Vorgänge wie nach dem Tod Stephans IX. eintreten. Die dispositio befasst sich mit dem Vorgang der Wahl und mit den Befugnissen des Gewählten vor dessen Inthronisation.
Neben den eigentlichen Bestimmungen des Papstwahldekrets versandte Nikolaus II. das maßgeblich von Petrus Damiani formulierte ausführliche Synodalschreiben Vigilantia Universalis zur allgemeinen Verbreitung der Beschlüsse innerhalb der westlichen Christenheit.

## Bestimmungen über die Wahl
1. Wahlordnung: Zuerst sollen die Kardinalbischöfe sorgfältig beraten und dann die Kardinalkleriker hinzuziehen. Der übrige Klerus und das Volk sollen im Nachhinein der Wahl beipflichten.
2. Kandidat: Es gibt die Möglichkeit, dass der künftige Papst nicht aus der römischen Kirche stammt, falls dort eine geeignete Persönlichkeit für diese Position fehlt.
3. Ort: Wenn die Wahl nicht in Rom stattfinden kann, so darf sie auch an einem anderen Ort stattfinden.
4. Die Wahl soll „unbeschadet der dem jetzigen Königs Heinrich geschuldeten Ehre“ stattfinden („Königsparagraph“)
5. Wenn eine Inthronisierung in Rom nicht möglich ist, soll bereits der Elekt die päpstlichen Herrschaftsrechte ausüben können.

## Verschiedene Fassungen und ihre Rezeption
Das Papstwahldekret von 1059 zirkulierte in mehreren unterschiedlichen Fassungen und war in den folgenden Jahrzehnten Gegenstand starker Kontroversen. Insbesondere der römische Klerus (Kardinalpriester und Kardinaldiakone) lehnte die Bestimmungen ab, die eine Wahl von Nicht-Römern durch die Kardinalbischöfe ermöglichten.  Besonders vehement verteidigte Kardinal Deusdedit das alte Papstwahlrecht, wonach die Wahl in Rom stattzufinden habe und der Papst nur aus den Reihen des römischen Klerus gewählt werden dürfe. Die Konflikte zwischen Kardinalbischöfen einerseits und den übrigen Kardinälen andererseits hielten bis ins 12. Jahrhundert an. Außerdem wurde das Papstwahldekret Teil der Konflikte über die Mitwirkungsrechte des römischen Königs bei der Papstwahl. Anhänger des Königs brachten eine verfälschte Fassung in Umlauf, die diese Rechte explizit bestätigte.
Schließlich zirkulierte noch eine verfälschte Fassung des Synodalschreibens, mit dem das Papstwahldekret bekannt gemacht wurde. Die verfälschte Fassung unterschied sich von der echten vor allem dadurch, dass an den entscheidenden Stellen nicht von Kardinalbischöfen, sondern den Kardinälen insgesamt die Rede ist. Diese Fassung wurde in mehrere Kirchenrechtssammlungen aufgenommen. Deusdedit, Anselm von Lucca, Bonizo von Sutri und andere schöpften hier wahrscheinlich aus einer gemeinsamen Quelle. Das Papstwahldekret selbst und die echten Synodalschreiben hingegen wurden bis weit ins 12. Jahrhundert in keine Kirchenrechtssammlung aufgenommen.

## Weitere Entwicklung
Das Papstwahldekret von 1059 fand bei den folgenden Papstwahlen zunächst keine nachweisbare Anwendung. Mit der Aufnahme in das Decretum Gratiani (um 1140) wurde es aber Teil des geltenden Kirchenrechts. Spätere Modifikationen erweiterten die Papstwahlordnung um die Zweidrittelmehrheit (auf dem 3. Laterankonzil 1179) und das Konklave (auf dem 2. Konzil von Lyon 1274), wodurch die wesentlichen Eckpfeiler der bis heute gültigen Form der Papstwahl geschaffen wurden.

## Editionen und Übersetzungen
- Detlev Jasper: Das Papstwahldekret von 1059. Überlieferung und Textgestalt, Thorbecke (= Beiträge zur Geschichte und Quellenkunde des Mittelalters; Bd. 12), Sigmaringen 1986, S. 98–119. ISBN 3-7995-5712-1. (Paralleldruck der echten und der verfälschten Fassung.)
- Detlev Jasper (Hg.): Die Konzilien Deutschlands und Reichsitaliens 1023-1059 (= Monumenta Germaniae Historica. Concilia; Bd. 8), Hahn, Hannover 2010, S. 382–407. ISBN 978-3-7752-5502-8. | Digitalisat (Maßgebliche kritische Ausgabe beider Fassungen des Papstwahldekrets, der Synodalschreiben und zugehöriger Texte; ersetzt Jaspers eigene Ausgabe von 1986.)
- Johannes Laudage/Matthias Schrör (Hrsg.), Der Investiturstreit. Quellen und Materialien. 2., völlig überarbeitete und stark erweiterte Auflage. Böhlau, Köln/Weimar/Wien 2006, ISBN 3-8252-2769-3, Text Nr. 10, S. 67–73 (lateinisch/deutsch)
- Nikolaus II., Lateransynode 1059, April: Dekret über die Papstwahl «In nomini Domini». In: Quellen zur Geschichte des Papsttums und des römischen Katholizismus, hrsg. von Carl Mirbt und Kurt Aland, Bd. 1: Von den Anfängen bis zum Tridentinum. Tübingen 6. Auflage 1967, Nr. 540, S. 278–280.